# Olteț
Olteț er en højre biflod til floden Olt i Rumænien. Den løber ud i Olt i Fălcoiu. Den er 185 km lang, og dets afvandingsområde er 2.663 km2.

## Byer og landsbyer
Følgende byer og landsbyer ligger langs floden Olteț, fra kilden til mundingen: Polovragi, Alunu, Sinești, Livezi, Zătreni, Bălcești, Laloșu, Morunglav, Balș, Bârza, Pârșcoveni, Osica de Su, Oicoveni og Fălcoiu

## Bifloder
Følgende floder er bifloder til floden Olteț (fra kilden til mundingen):.
- Venstre: Urlieșu, Dracu, Cujba, Lespezi, Savu, Pârâul Rău, Tărâia, Tulburea, Budele, Șasa, Cerna, Laloș, Bârlui, Balta Dascălului
- Til højre: Ungurel, Cornățel, Valea Iezerului, Obislav, Peșteana, Aninoasa, Călui, Valea Românei, Geamărtălui, Voineasa Mare, Pârâul Roșu, Bobu